# Darko Kovačević
Darko Kovačević (Kovin, Serbia, 18 de noviembre de 1973) es un exfutbolista serbio. Delantero centro de la Selección yugoslava en los años 1990. Ha militado en varios equipos de las principales Ligas europeas, como la LaLiga EA Sports, Premier League inglesa y la Serie A italiana. 
Es con 107 goles el quinto máximo goleador histórico de la Real Sociedad de Fútbol.

## Biografía

### Liga inglesa
Después de su exitosa fase en la Liga yugoslava con el Estrella Roja de Belgrado, arribó al Sheffield Wednesday durante el año 1996, equipo en el cual sólo estuvo un semestre, marcando 4 goles en total. 

### Liga española
El verano de 1996 fichó por la Real Sociedad a cambio de 550 millones de pesetas (unos 3 millones de euros), equipo donde militó en 2 etapas y en la que en ambas ofreció el mejor nivel de su carrera. La temporada 96-97 comenzó 8 goles antes del parón navideño, ofreciendo un nivel de goles y de brega, muy por encima de los más optimistas. No volvió a meter otro gol, en toda la liga pero junto con Javi de Pedro y Gica Craioveanu, formaron una tripleta de ataque que metió 24 goles en total, que clasificó a la Real en séptima posición, muy cerca de los puestos Europeos.
Las temporadas 97-98 y 98-99 Darko metió 17 y 16 goles respectivamente, siendo en ambas la referencia goleadora de su equipo y una de las referencias goleadoras de toda la liga. En la primera además, clasificó a la Real en tercera posición jugando así la Copa de la UEFA 1998-1999, donde también tuvo una participación estelar con 8 goles más y un gran nivel de juego individual y colectivo.
A pesar de su nivel, la relación con la grada tuvo dos reveses: uno fue unas declaraciones al Diario AS en la que pedía a Lorenzo Sanz, por entonces Presidente del Real Madrid, que le fichara, sin conmprender la repercusión de esas palabras en la afición txuri urdin, el otro fue la expulsión y sanción de 6 partidos que le cayó tras un partido frente al RCD Mallorca, cuando la relación con la afición aún era tensa.
El final de temporada supuso su traspaso a la Juventus de Turín previo pago de 3500 millones de pesetas (unos 20 millones de euros) siendo en lo económico y en lo deportivo uno de los mejores fichajes de la historia realista.

### Liga italiana
La Juventus de Turín pagó en 1999 3500 millones de pesetas (algo más de 21 millones de euros) por el fichaje del delantero serbio.
En Turín Kovacevic no acabó por lograr la titularidad en la Vecchia Signora, 47 partidos de Liga y 11 goles son su bagaje en la Serie A italiana durante dos temporadas. Sin embargo, con el cuadro turinés logró ser el máximo goleador de la Copa de la UEFA 1999-2000, con 10 tantos.
En el año 2001 fue fichado por la SS Lazio como parte de pago dentro del traspaso de Marcelo Salas a la Juventus. En el club romano no terminó de cuajar: sólo disputó 7 partidos y en ninguno anotó goles.

### Segunda fase en España
En el mercado invernal de fichajes de 2001 fue recuperado por su antiguo club, la Real Sociedad de San Sebastián, que pasaba por un mal momento y necesitaba de un delantero centro de garantías. La Real Sociedad pagó 1.100 millones de pesetas por el fichaje del serbio hasta 2007, compartiendo los derechos federativos del jugador con la SS Lazio. Kovacevic se convirtió en el fichaje más caro de la historia del club vasco.
En su segunda fase como realista Kovacevic ha jugado 130 partidos en Liga y marcado 48 goles. En la temporada 2002-03, la primera completa que jugó desde su regreso, formó una pareja letal en el ataque con el turco Nihat Kahveci. Kovacevic marcó 20 goles esa temporada, convirtiéndose en uno de los máximos goleadores de la competición. La Real Sociedad obtuvo el subcampeonato de Liga y el pase a la Liga de Campeones de la UEFA. A lo largo de todo ese tiempo en la capital guipuzcoana, se convirtió en el ariete preferido de la afición txuri-urdin, llegando a acuñar la famosa frase Si darko gol, no problem, en referencia a que cuando marcaba el delantero serbio, casi siempre significaban puntos para la escuadra donostiarra. La gran mayoría de aficionados realistas le sitúan en el podio de mejores delanteros de la historia de la Real, junto a Meho Kodro y a Jesús María Satrústegui.
En las siguientes dos temporadas Kovacevic promedió 8 goles por año, con unos números sensiblemente más modestos que en sus mejores campañas, pero fue una pieza insustituible en el equipo por su lucha y brega en la delantera. 
En la última temporada, 2005-06, tuvo que pasar por el quirófano para operarse de sus molestias en el talón de Aquiles que le impedían rendir al máximo. En el proceso de recuperación sufrió una grave lesión que le mantuvo casi toda la temporada apartado del equipo. El mismo se resintió de forma importante de la ausencia del serbio.
Su última temporada en la Real fue la menos efectiva de todas ya que a pesar de jugar 33 partidos solamente marcó 3 goles. Tras el descenso de categoría de la Real Sociedad al finalizar la temporada 2006-07, y al no ser renovado por el club, ficha por el Olimpiakos CFP de Grecia. Fue muy criticada entre la afición la forma en la que Darko abandonó el club, ya que la mayoría de la gente opinaba que, merced a sus números y compromiso con el equipo, merecía una salida mejor.
Darko Kovačević, metió 107 goles en sus etapas con la Real Sociedad en 9 temporadas, con una media total que va entre los 11 y 12 goles por temporada. Solo le superan Satrustegi y López Ufarte en el conjunto txuri urdin. Es hasta hoy, el extranjero más eficiente que ha tenido parroquia de Amara en todos sus años de existencia. La afición a día de hoy sigue esperando el homenaje que estos números merecen. En sus dos épocas en la Real Sociedad, Darko batió a prácticamente todos los equipos a los que se enfrentó, aunque por encima de todos, destacó su facilidad para batir las porterías del Real Madrid y del Athletic Club, los dos rivales por antonomasia de la Real Sociedad, aliciente por el que la afición txuri urdin, siempre le tuvo entre sus jugadores favoritos. Al conjunto merengue, le batió hasta en 11 ocasiones (tanto como local como visitante) y a los leones otra decena.

### Etapa en Grecia
En el Olympiacos FC Kovacevic recuperó su mejor forma y se convirtió rápidamente en un ídolo de la afición de El Pireo. En su primera temporada Darko marcó 17 goles en la Super Liga de Grecia. El Olimpiakos obtuvo el doblete de Liga y Copa. En la Champions League el Olimpiakos llegó hasta la ronda de dieciseisavos marcando Kovacevic otros 3 goles más.

### Retirada
A principios del año 2009 se le diagnosticó un problema de corazón (caso parecido al del francés Thuram), por lo que se vio forzado a retirarse del fútbol profesional. El jugador tenía serios antecedentes de accidentes cardiovasculares en su familia, ya que su padre y su hermano mayor habían fallecido por esta causa en 1996 y 2001 respectivamente. Fue operado del corazón en la Policlínica Gipuzkoa, en San Sebastián, de una obstrucción en las arterias coronarias.
Con 35 años y una dilatada carrera a sus espaldas, los médicos aconsejaron su retirada, lo que provocó la pena de los seguidores de Olympiacos FC y de los aficionados del fútbol en general, especialmente de la Real Sociedad, donde se tiene por un jugador muy querido, dentro y fuera de las canchas, por su humanidad y saber estar. De hecho, Darko ha declarado en repetidas ocasiones su intención de establecer su residencia definitiva en San Sebastián, al igual que otro de sus excompañeros, Tayfun Korkut.

### Selección nacional
Darko Kovačević ha sido 57 veces internacional con la selección de fútbol de la R. F. de Yugoslavia, llamada a partir de 2003 selección de Serbia y Montenegro. Ha marcado un total de 9 goles con esta selección. 
Con su selección participó en el Mundial de 1998 y en la Eurocopa de 2000. En ambos torneos su selección fue eliminada por Países Bajos.

## Clubes y estadísticas
| Club                | País          | Año         | Partidos | Goles | Media Goleadora |
| ------------------- | ------------- | ----------- | -------- | ----- | --------------- |
| Proleter            | Yugoslavia    | 1992 - 1994 | ?        | ?     | ?               |
| Estrella Roja       | Serbia        | 1994 - 1996 | ?        | ?     | ?               |
| Sheffield Wednesday | Inglaterra    | 1996        | 16       | 4     | 0,25            |
| Real Sociedad       | España        | 1996 - 1999 | 104      | 49    | 0,47            |
| Juventus            | Italia        | 1999 - 2001 | 59       | 22    | 0,37            |
| Lazio               | Italia        | 2001        | 10       | 0     | 0               |
| Real Sociedad       | España        | 2001 - 2007 | 170      | 45    | 0,26            |
| Olympiacos          | Grecia        | 2007 - 2009 | 50       | 26    | 0,52            |
| Total carrera       | Total carrera | 1992-2009   | 409      | 146   |                 |

## Títulos

### Campeonatos nacionales
| Título               | Club          | País               | Año  |
| -------------------- | ------------- | ------------------ | ---- |
| Liga de Yugoslavia   | Estrella Roja | R.F. de Yugoslavia | 1995 |
| Copa de Yugoslavia   | Estrella Roja | R.F. de Yugoslavia | 1995 |
| Copa de Yugoslavia   | Estrella Roja | R.F. de Yugoslavia | 1996 |
| Supercopa de Grecia  | Olympiacos    | Grecia             | 2007 |
| Copa de Grecia       | Olympiacos    | Grecia             | 2008 |
| Super Liga de Grecia | Olympiacos    | Grecia             | 2008 |
| Super Liga de Grecia | Olympiacos    | Grecia             | 2009 |

## Participaciones en Torneos internacionales de selecciones
| Mundial                        | Selección         | Resultado        |
| ------------------------------ | ----------------- | ---------------- |
| Copa Mundial de Fútbol de 1998 | R.F.de Yugoslavia | Octavos de final |
| Eurocopa de fútbol de 2000     | R.F.de Yugoslavia | Cuartos de final |

### Distinciones individuales
| Distinción                                       | Año     |
| ------------------------------------------------ | ------- |
| Máximo goleador de la Copa de la UEFA (8 goles)  | 1998-99 |
| Máximo goleador de la Copa de la UEFA (10 goles) | 1999-00 |